# Biblioteca Vallicelliana
Biblioteca Vallicelliana este o bibliotecă din Roma, construită după planurile arhitectului Francesco Borromini.